# Día Mundial del Corazón
El Día Mundial del Corazón es una iniciativa global que se celebra el 29 de septiembre desde 2000, promovida por la Federación Mundial del Corazón (WHF, por sus siglas en inglés) en 1998.

## Proclamación
El Día Mundial del Corazón fue proclamado por la Federación Mundial del Corazón durante el Congreso Mundial de Cardiología en Río de Janeiro en abril de 1998. La iniciativa fue impulsada por Antoni Bayés de Luna, presidente de la WHF de 1997 a 1999, con el objetivo de concienciar sobre la creciente carga de las enfermedades cardiovasculares, especialmente en los países en desarrollo. La proclamación de este día responde a la necesidad de abordar los factores de riesgo identificados en el Informe Mundial sobre la Salud de 2002, como la hipertensión, el colesterol alto, el uso de tabaco, el consumo de alcohol, la baja ingesta de frutas y verduras, y la obesidad. La WHF, en colaboración con la Organización Mundial de la Salud (OMS), estableció esta jornada para promover la prevención y control de las enfermedades del corazón a través de intervenciones poblacionales efectivas y rentables.

## Celebración
Este día se celebra el 29 de septiembre de cada año. La elección de esta fecha se realizó para coincidir con eventos globales significativos que aumentaran su visibilidad, como los Juegos Olímpicos de Sydney 2000, cuando se lanzó oficialmente la campaña bajo el patrocinio de la Reina Sofía de España y el presidente del Comité Olímpico Internacional, Juan Antonio Samaranch.  Las actividades típicas incluyen carreras, eventos deportivos, teatro, danza, ciclismo en espacios públicos, escuelas y hospitales, así como eventos musicales y de baile. La WHF proporciona materiales de apoyo para ayudar a los países a adaptar y promover sus actividades locales, incluyendo comunicados de prensa, entrevistas y recursos en línea.

## Temas
- 2000: Let it Beat,[3] ('Déjalo latir')
- 2001-2002: Un Corazón para la Vida[3]
- 2003: Las Mujeres y las Enfermedades del Corazón[3]
- 2004: La Juventud y las Enfermedades del Corazón[3]
- 2005: Healthy weight, healthy shape,[6] ('peso saludable, forma saludable')
- 2006: How young is your heart?,[7] ('¿Cuán joven es tu corazón?')
- 2007: Team Up for Healthy Hearts,[8] ('Únete a los corazones saludables')
- 2008: Knowing Your Risks Could Save Your Life,[9] ('Conocer tus riesgos podría salvar tu vida')
- 2009: Work with Heart,[10] ('Trabaja con el corazón')
- 2010: Take Responsibility for Your Own Heart Health,[11] ('Asume la responsabilidad de tu propia salud cardiovascular')
- 2011-2012: One World, One Home, One Heart,[12][13]('Un Mundo, Un Hogar, Un Corazón')
- 2013: Take the road to a healthy heart,[14] ('Emprende el camino hacia un corazón sano')
- 2014: Salt Reduction Saves Lives,[15] ('La reducción de la sal salva vidas')
- 2015: Entornos cardíacos saludables[16]
- 2016: Potencia tu vida[17]
- 2017: Share the power,[18] ('Comparte el poder')[19]
- 2018: Haz tu ❤️ promesa[20]
- 2019: Sé un Héroe del Corazón[21][22]
- 2020: Usa corazón… para la sociedad, tus seres queridos y para ti[23]
- 2021: Usa el corazón para conectarte[24]
- 2022: Usar ❤️ para cada ❤️[25]
- 2023: Usar ❤️ conocer ❤️[26]
- 2024: Utilizar ❤️ para la acción[27]